# アンバーアラート

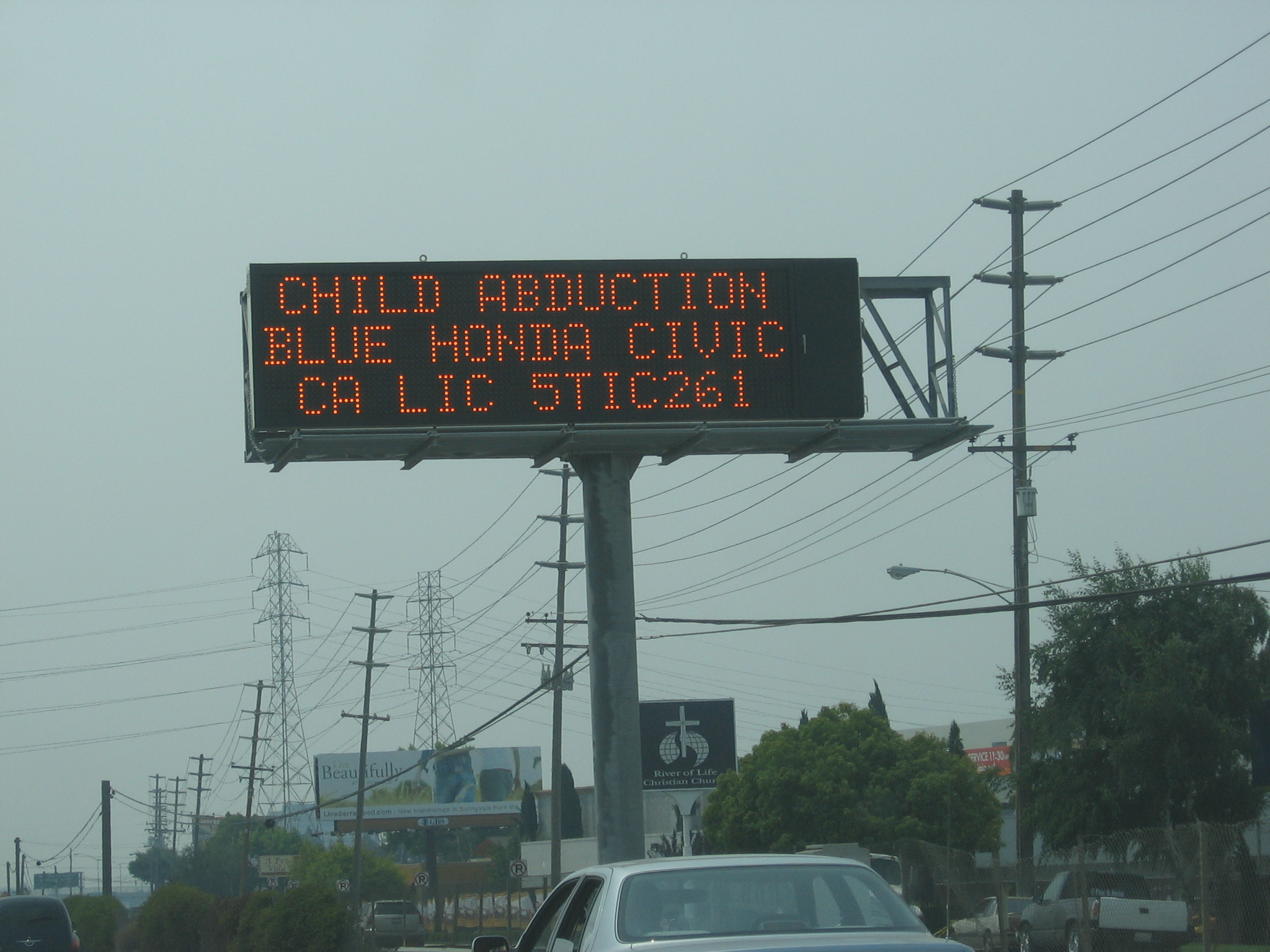
カリフォルニア州の高速道路の電光掲示板に表示されたアンバーアラート。「児童誘拐。青いホンダ・シビック。カリフォルニアのナンバープレート。5TIC261」と表示されている。

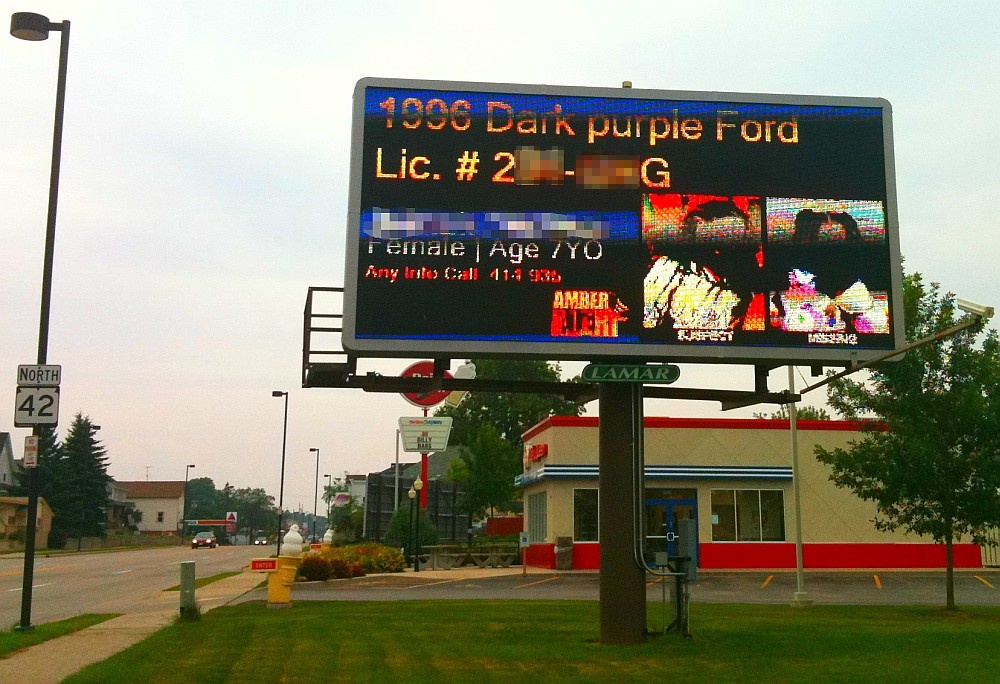
2010年にウィスコンシン州で発令されたアンバーアラート。加害者の車と被害者の特徴が電光掲示板に表示されている。この事件は無事子供が戻り解決された

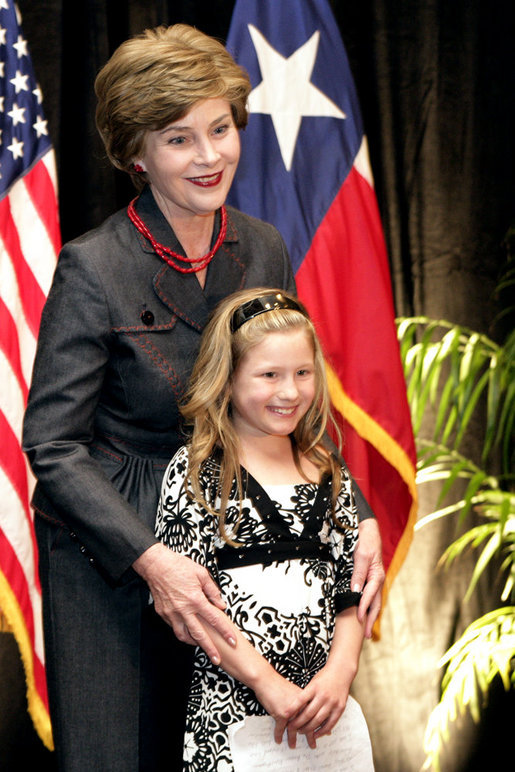
アンバーアラートで救助された最初の子ども（誘拐当時生後8週）であるレイ・リー・ブラッドリー（8歳）と撮影当時の大統領夫人ローラ・ブッシュ

アンバーアラート（AMBER Alert）とは、児童（未成年者）誘拐事件・行方不明事件が発生した際、テレビ、ラジオ、電光掲示板といったマスメディアを通じて発令される緊急事態宣言（警報）の一種である。また、その発生そのものを地域住民に速やかに知らせる事で、迅速な事件の解決を目指すシステムそのものを指す場合もある。
児童誘拐事件は犯行後に被害者が殺害される場合が多く、誘拐発生時からいかに短期間に特定できるかどうかが重要であるとされている。
主にアメリカ合衆国やカナダで運用されており、児童誘拐事件の解決に一定の成果を上げている。

## 概要
アンバーアラートを発令すべき事態、すなわち児童誘拐事件が発生すると、管轄の警察機関は所定の手続き（後述）を踏んだ後、アンバーアラートを発令する。発令と同時に、緊急警報システム(EAS)やWEAを通じ、ラジオ局・テレビ局や、携帯電話、道路上に設置された電光掲示板など、あらゆるメディアを通じてアンバーアラートが当該地域およびその周辺の住民に対して知らされる。
本警報が発令されると、テレビ局やラジオ等の公衆メディアについては通常の番組を中断し、報道特別番組を行う対応が取られる。ほぼ全ての携帯に通知を送信される。これは竜巻や雷雨などのように甚大な被害が予測される自然災害の時と同程度の対応である。
アンバーアラートの配信の際には、誘拐犯および誘拐された児童の氏名や特徴、誘拐犯の車両の車種やナンバープレートと言った、犯人と被害者を特定する為の数々の情報も同時に配信される。住民からの通報による情報提供を促す事で迅速な事件解決を目指す。
AMBERとは「America's Missing: Broadcasting Emergency Response」の頭文字であると同時に、1996年にテキサス州アーリントンで誘拐され、命を奪われた少女・アンバー・ハガーマン（Amber Hagerman）の名にちなむダブル・ミーニングといわれる。
ジョージア州ではLevi's Call、ハワイ州ではMaile Amber Alert、アーカンソー州ではMorgan Nick Amber Alertなど、異なる名称の場合もあるが、それぞれその州で発生した児童誘拐殺害事件の被害者にちなんだ命名となっており、いずれも児童誘拐事件の速やかな解決及び被害者の救助を目的としている点に変わりはない。
アメリカやカナダの大型店舗やスタジアム、病院、遊園地ではCode Adam（コード・アダム）という迷子などなんらかの理由で行方不明になった場合に発動され、職員や警備員が捜索し、それでも見つからない場合に全米行方不明・搾取児童センター（NCMEC）及びFBIなどの法的機関に通報（事態によってはアンバーアラートの発令も含む）する行動計画がある。
元々は1981年にウォルマートで発生した幼児誘拐・殺人事件をきっかけに策定された行動計画で、コード・アダムは誘拐事件の犠牲になったアダム・ウォルシュ（Adam walsh）から名づけられた。

## 成立までの経緯
1996年1月にテキサス州に住む少女、アンバー・ハガーマン（当時9歳）が誘拐される事件が起きた。
自宅近くで自転車に乗っていた彼女が誘拐されるところを近隣住民が目撃し、地元警察と家族に連絡した。地元警察は犯人と被害者の特徴を把握しており、その情報が早期に地域住民に知らされていれば発見出来る可能性は高かったものの、住民に知らせるインフラストラクチャーは当時未整備で対応は後手後手に回った。結果的に被害者は強姦され殺害されてしまい、遺体は4日後に排水溝で発見。犯人は検挙されなかった。この事件以降、児童誘拐事件の発生を地域住民に速やかに知らせる為のシステムを求める声が高まった。
アンバーアラートシステムの初期は、竜巻や雷雨などの発生を知らせる為の緊急放送と同様の方法を用い、地元警察が主要ラジオ局にファックスを送信すると言う方式で、ファックスを受け取った各ラジオ局は確認の後、さらにその下部のネットワークにそれらの情報を流す、と言うようなツリー構造のものであった。
この方法は一定の成果はあったものの、全て人力任せであり、情報伝達の過程で生じるエラーを防ぐことが出来なかったり、即応性が要求される児童誘拐事件において時間の損失が大きいと言った欠点があった。また、あくまで情報伝達が目的であり、現在のような（EAS等による）能動的な報知手段ではなかった。
1998年に非営利団体、Child Alert Foundationがアンバーアラートの自動化を策定し (Alert Notification System, ANS)、これによってテレビ局やインターネットを含む各種媒体へアンバーアラートを一元的に送信出来るようになった。
その後、2002年にNational Center for missing and Exploited Children(NCMEC)が設立され、アンバーアラートは大規模自然災害と同等の緊急度で放送されるようになり、既に長期にわたって運用された実績のあるEASのインフラなどを用い、より能動的な報知が為されるようになった。

## 発令に至るまで
誤謬を回避し、信頼性を維持する為に殆どのアンバーアラートの発令には厳格な規則が定められている。
米国の場合、アンバーアラートは各州や自治体による管理であるため、その運用や規則は管理主体によってそれぞれ異なるが、米国法務省(U.S.DoJ)は「準拠する事を推奨する」以下のガイドラインを定めている。
1. 法執行機関（警察など）が誘拐発生の事実を確認していること。
2. 誘拐された子供が身体・生命の危険にさらされている事が明らかなこと。
3. 誘拐された児童および誘拐犯に関する明確な情報があること。
4. 誘拐された児童が17歳以下であること。
多くの法執行機関は2番目のガイドラインを採用していない。
一方で、誘拐の可能性がありながら「誘拐の事実が明らかではない（迷子の可能性を除外できない）」としてアンバーアラートが発令されなかったことで未解決の失踪事件となっている事例（リアナ・ワーナー失踪事件など）も存在することから基準の見直しを求める声もある。
アンバーアラートが発令されると、所轄の法執行機関は、事件に関するデータを直ちに、FBIのNational Crime Information Centerへ入力する事が推奨されている。